# Pocsou
Pocsou (kínaiul 亳州, pinjin: Bózhōu) prefektúra szintű város Kínában, Anhuj tartományban. Lakosainak száma 4 996 844 fő (2020).

## Népesség
| 2010 | 4 850 657 |
| 2020 | 4 996 844 |